# Задолга (Козельщинский район)

Задолга (укр. Задовга) — село, Лутовиновский сельский совет, Козельщинский район, Полтавская область, Украина.
Код КОАТУУ — 5322082504. Население по переписи 2001 года составляло 285 человек.

## Географическое положение
Село Задолга находится на расстоянии в 1 км от села Анновка.
Местность вокруг села силь

## История
Село указано на трехверстовке Полтавской области. Военно-топографическая карта.1869 года как хутора Задолинские

## Экономика
- ФХ «Веселка».
- ФХ «Ковшар».
- ФХ «Айстра».
- ФХ «Гилея».
- ФХ «Бригантина».

## Объекты социальной сферы
- Школа.